# Adversaeschna brevistyla
Adversaeschna brevistyla là một loài chuồn chuồn ngô chỉ có một đại diện trong chi Adversaeschna, thuộc họ Aeshnidae.

## Mô tả
Đây là loài chuồn chuồn lớn với một đôi dải xanh da trời một trong hai bên ngực. Con đực có mắt xanh da trời còn con mái có mắt màu nâu.

## Phân bố
Loài chuồn chuồn này phân bố rộng rãi ở khắp Úc, New Zealand, đảo Norfolk và vài đảo Thái Bình Dương. Phạm vi phân bố không được kiểm tra ở Northern Territory.
Nó sinh sống gần hồ, đầm lầy cũng như khu vực thực vật xa nước.

## Hình ảnh

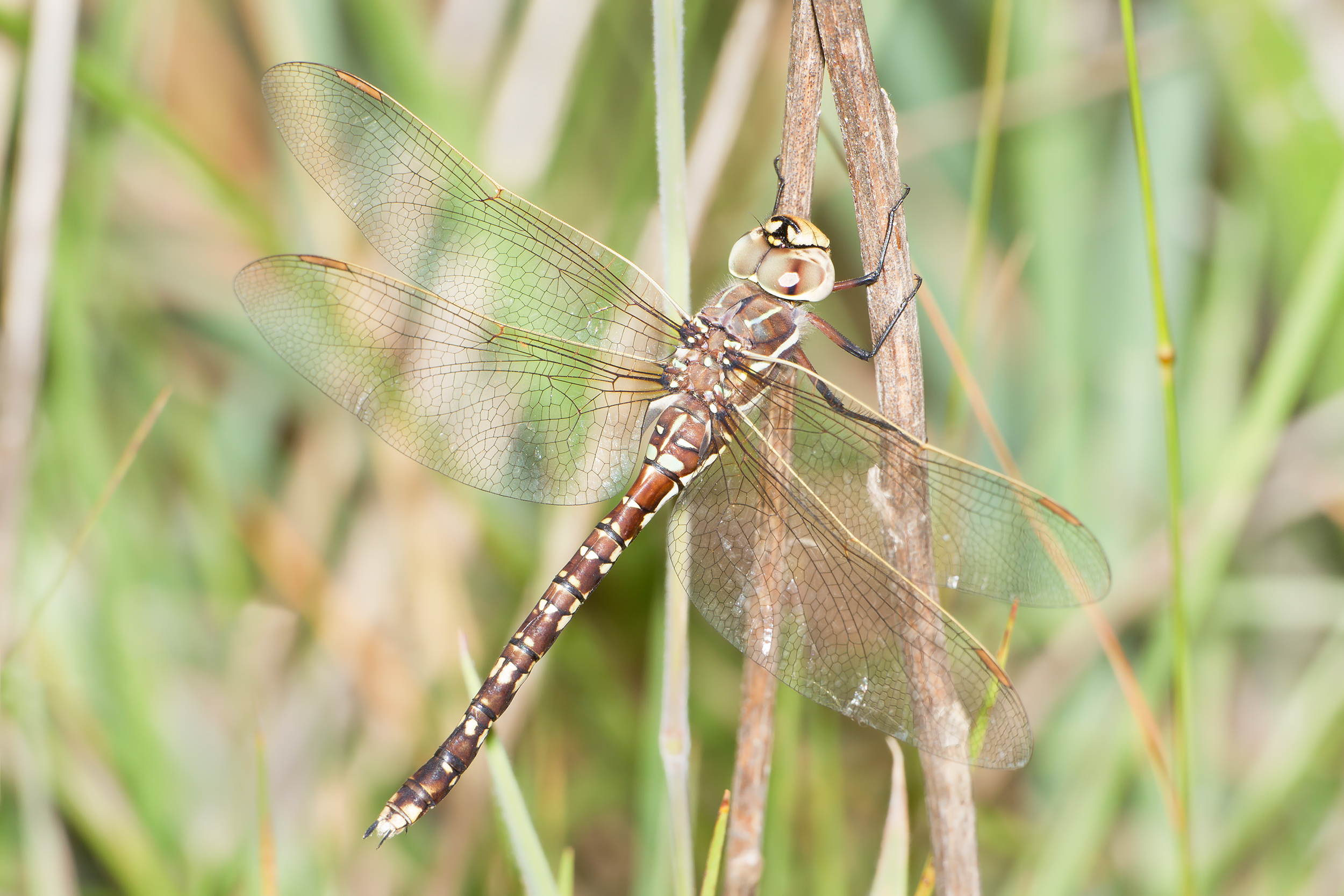
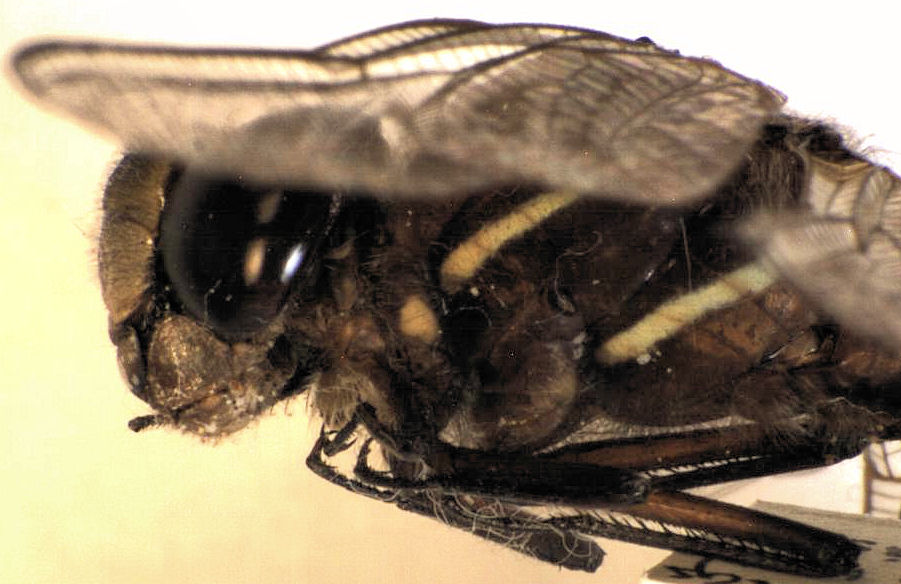
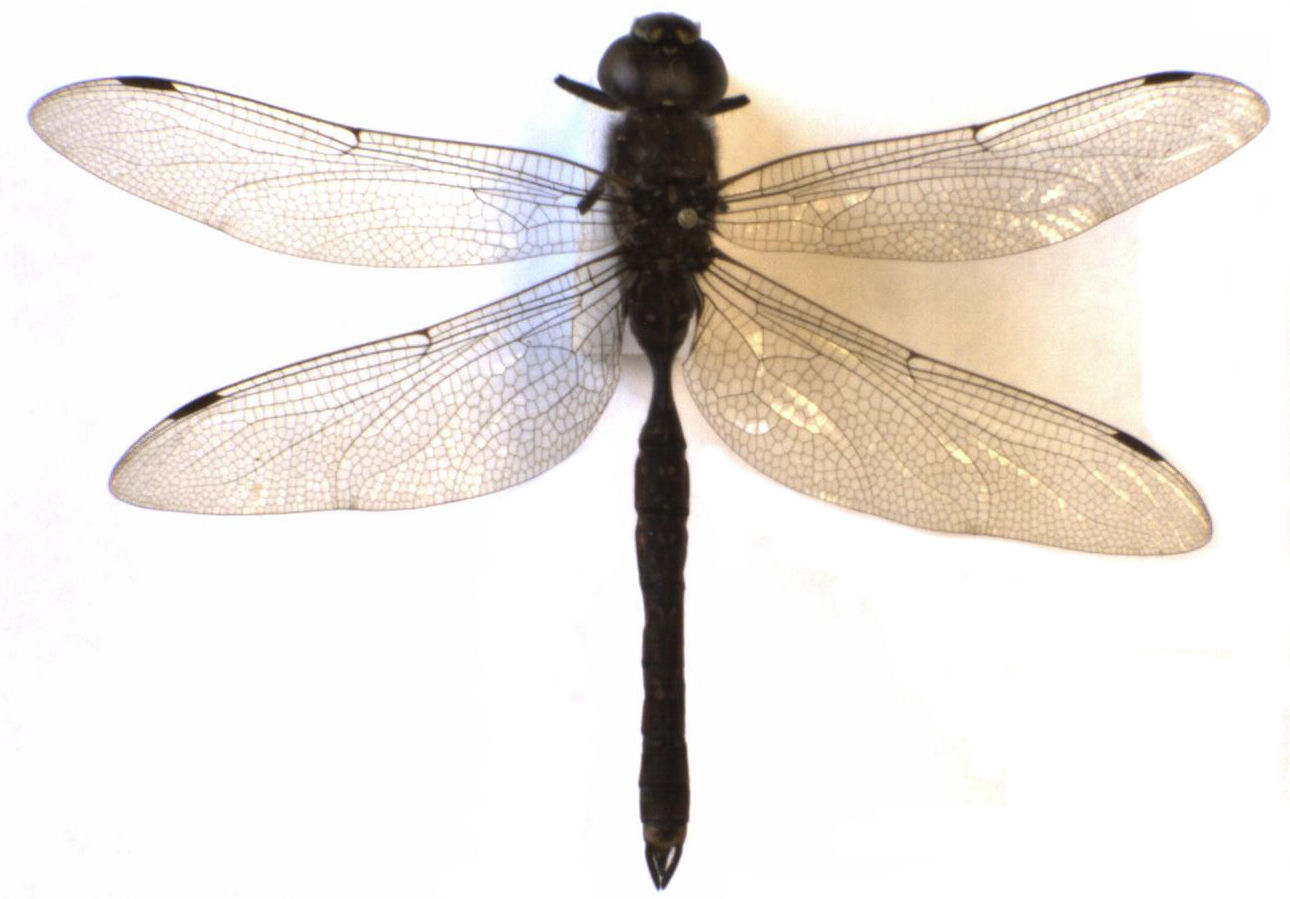
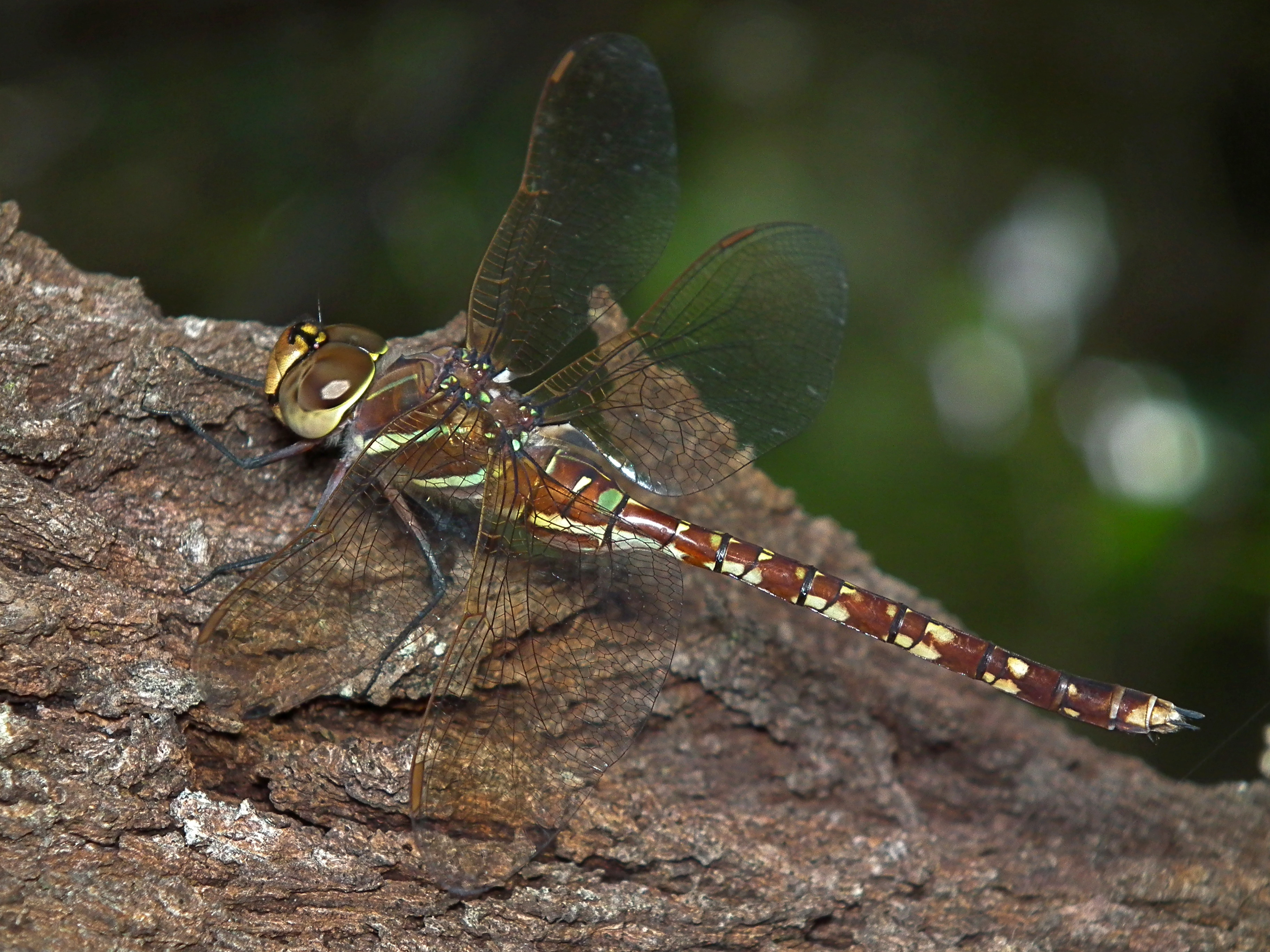